# Lista membrilor Parlamentului European, 2019–2024
Mai jos este o listă a membrilor Parlamentului European care funcționează în al nouălea mandat al acestuia (2019-2024). Aceasta este sortată după poziția listei sau în cazul mai multor circumscripții, o percepere în engleză a numelui care tratează toate variantele de / di / do, van / von, Ó / Ní și așa mai departe ca parte a cheii de colaționare, chiar dacă nu este practica obișnuită în țara proprie unui membru. Termenul va începe la 2 iulie 2019. 
La începutul mandatului 2019-24, sunt 751 de parlamentari din cele 28 de state membre, a căror componență ar trebui să se schimbe după ce Marea Britanie va fi părăsit Uniunea Europeană. Unii eurodeputați vor intra după retragerea Marii Britanii din Uniunea Europeană (aceștia sunt prezentați separat). După Brexit, numărul de deputați în Parlamentul European ar trebui să scadă la 705. 

## Grupuri politice
Parlamentul European este împărțit în mai multe grupuri politice: 
- Partidul Popular European (Grupul PPE)
- Alianța Progresistă a Socialiștilor și Democraților (Grupul S & D)
- Renew Europe (Reînnoim Europa) (Grupul Renew)
- Verzii-Alianța Liberă Europeană (Grupul Greens-EFA)
- Identitate și democrație (Grupul ID)
- Conservatorii și reformatorii europeni (Grupul ECR)
- Stânga Unită Europeană-Stânga Verde Nordică (Grupul GUE-NGL)

## Austria
| Partidul Popular Austriac: Grupul PPE 1. Othmar Karas 2. Karoline Edtstadler 3. Angelika Winzig 4. Simone Schmidtbauer 5. Lukas Mandl 6. Barbara Thaler 7. Alexander Bernhuber Partidul Social-Democrat Austriac: Grupul S & D 1. Andreas Schieder 2. Evelyn Regner 3. Günther Sidl 4. Bettina Vollath 5. Hannes Heide | Partidul Libertății din Austria: Grupul ID (Identitate și Democrație) 1. Harald Vilimsky 2. Georg Mayer 3. Roman Haider Verzii-Alternativa Verde: Grupul Greens-EFA 1. Sarah Wiener 2. Monika Vana - Thomas Waitz NEOS - Noua Austrie și Forumul Liberal: Grupul Renew 1. Claudia Gamon |

## Belgia
| Grupul vorbitor de neerlandeză Noua Alianță Flamandă: Grupul ECR 1. Geert Bourgeois 2. Assita Kanko 3. Johan Van Overtveldt Interesul Flamand: Grupul ID (Identitate și Democrație) 1. Gerolf Annemans 2. Filip De Man 3. Tom Vandendriessche Liberalii și Democrații Flamanzi: Grupul Renew 1. Guy Verhofstadt 2. Hilde Vautmans Creștin Democrat și Flamand: Grupul PPE 1. Kris Peeters 2. Cindy Franssen Partidul Socialist-Diferit: Grupul S & D 1. Kathleen Van Brempt (Partidul Politic) al Verzilor: Grupul Greens-EFA 1. Petra De Sutter | Grupul vorbitor de franceză Partidul Socialist (Belgia): Grupul S & D 1. Marie Arena 2. Marc Tarabella Ecolo: Grupul Greens-EFA 1. Philippe Lamberts 2. Saskia Bricmont Mișcarea Reformistă : Grupul Renew 1. Olivier Chastel 2. Frédérique Ries Partidul Muncitoresc din Belgia: Grupul GUE–NGL (Stânga Unită Europeană - Stânga Verde Nordică) 1. Marc Botenga Centrul Umanist Democrat: Grupul PPE 1. Benoît Lutgen Grupul vorbitor de germană Partidul Creștin Social (Belgia): Grupul PPE 1. Pascal Arimont |

## Bulgaria
| Cetățenii pentru Dezvoltare Europeană din Bulgaria: Grupul PPE 1. Andrey Kovatchev 2. Andrey Novakov 3. Eva Maydell 4. Asim Ademov 5. Alexander Yordanov Uniunea Forțelor Democrate (Bulgaria)-SDS 6. Lilyana Pavlova Partidul Socialist Bulgar: Grupul S & D 1. Elena Yoncheva 2. Sergei Stanishev 3. Petar Vitanov 4. Tsvetelina Penkova 5. Ivo Hristov | Mișcarea pentru Drepturi și Libertăți: Grupul Renew 1. Ilhan Kyuchyuk 2. Iskra Mihaylova 3. Atidzhe Alieva-Veli IMRO – Mișcarea Națională Bulgară: Grupul ECR 1. Angel Dzhambazki 2. Andrei Slabakov Partidul Democrat Bulgaria: Grupul PPE 1. Radan Kanev |

## Croația
| Uniunea Democrată Croată: Grupul PPE 1. Karlo Ressler 2. Dubravka Šuica 3. Tomislav Sokol 4. Željana Zovko Partidul social democrat din Croația: Grupul S & D 1. Tonino Picula 2. Biljana Borzan 3. Predrag Fred Matić - Romana Jerković | Independent list: Neînscriși 1. Mislav Kolakušić Partidul Conservator Croat: Grupul ECR 1. Ruža Tomašić Scutul Uman: 1. Ivan Vilibor Sinčić Coaliția Amsterdam: GrupulRenew 1. Valter Flego - Adunarea Democrată Istriană-IDS |

## Cipru
| Adunarea Democrată: Grupul PPE 1. Loukas Fourlas 2. Lefteris Christoforou Partidul Progresist Muncitoresc: Grupul GUE-NGL (Stânga Unită Europeană-Stânga Verde Nordică) 1. Giorgis Georgiou 2. Niyazi Kızılyürek | Partidul Democrat (Cipru): Grupul S & D 1. Costas Mavrides Mișcarea pentru Democrație Socială: Grupul S & D 1. Dimitris Papadakis |

## Republica Cehă
| ANO 2011: Grupul Renew 1. Dita Charanzová 2. Martina Dlabajová 3. Martin Hlaváček 4. Radka Maxová 5. Ondřej Knotek 6. Ondřej Kovařík Partidul Civic Democrat: Grupul ECR 1. Jan Zahradil 2. Alexandr Vondra 3. Evžen Tošenovský 4. Veronika Vrecionová Partidul Piraților din Cehia: Grupul Greens-EFA 1. Marcel Kolaja 2. Markéta Gregorová 3. Mikuláš Peksa | TOP 09–Primari și Independenți: Grupul PPE 1. Luděk Niedermayer 2. Jiří Pospíšil 3. Stanislav Polčák (STAN) Libertate și Democrație Directă: Grupul ID (Identitate și democrație) 1. Hynek Blaško 2. Ivan David Uniunea Creștină și Democrată - Partidul Popular Cehoslovac: Grupul PPE 1. Tomáš Zdechovský 2. Michaela Šojdrová Partidul Comunist din Boemia și Moravia: Grupul GUE-NGL (Stânga Unită Europeană-Stânga Verde Nordică) 1. Kateřina Konečná |

## Danemarca
| Venstre (Stânga): Grupul Renew 1. Marten Løkkegaard 2. Søren Gade 3. Asger Christensen - Linea Søgaard-Lidell Social-Democrați: Grupul S & D 1. Jeppe Kofod 2. Christel Schaldemose 3. Niels Fuglsang Partidul Socialist Popular: Grupul Greens-EFA 1. Margrete Auken 2. Kira Marie Peter-Hansen | Partidul Social Liberal Danez: Grupul Renew 1. Morten Helveg Petersen 2. Karen Melchior Partidul Popular Danez: Grupul ID (Identitate și democrație) 1. Peter Kofod Partidul Popular Conservator: Grupul PPE 1. Pernille Weiss Alianța Roșu și Verde: Grupul GUE-NGL (Stânga Unită Europeană-Stânga Verde Nordică) 1. Nikolaj Villumsen |

## Estonia
| Partidul Reformist Eston: Grupul Renew 1. Andrus Ansip 2. Urmas Paet Partidul Social Democrat: Grupul S & D 1. Marina Kaljurand 2. Sven Mikser | Partidul de Centru Eston: Grupul Renew 1. Yana Toom Partidul Popular Conservator: Grupul ID (Identitate și democrație) 1. Jaak Madison Uniunea Pro Patria și Res Publica: Grupul PPE - Riho Terras[3] |

## Finlanda
| Partidul Coaliția Națională: Grupul PPE 1. Sirpa Pietikäinen 2. Petri Sarvamaa 3. Henna Virkkunen Liga Verde: Grupul Greens-EFA 1. Heidi Hautala 2. Ville Niinistö - Alviina Alametsä Partidul Social Democrat: Grupul S & D 1. Eero Heinäluoma 2. Miapetra Kumpula-Natri | Partidul Finlandezilor: Grupul ID (Identitate și democrație) 1. Teuvo Hakkarainen 2. Laura Huhtasaari Partidul de Centru: Grupul Renew 1. Elsi Katainen 2. Mauri Pekkarinen Alianța Stângii: Grupul GUE-NGL (Stânga Unită Europeană-Stânga Verde Nordică) 1. Silvia Modig Partidul Popular Suedez din Finlanda: Grupul Renew 1. Nils Torvalds |

## Franța
| Adunarea Națională (din Franța): Grupul ID (Identitate și democrație) 1. Jordan Bardella 2. Hélène Laporte 3. Thierry Mariani 4. Dominique Bilde 5. Hervé Juvin 6. Joëlle Mélin 7. Nicolas Bay 8. Virginie Joron 9. Jean-Paul Garraud 10. Catherine Griset 11. Gilles Lebreton 12. Maxette Grisoni-Pirbakas 13. Jean-François Jalkh 14. Aurélia Beigneux 15. Gilbert Collard 16. Julie Lechanteux 17. Philippe Olivier 18. Annika Bruna 19. Jérôme Rivière 20. France Jamet 21. André Rougé 22. Mathilde Androuët - Jean-Lin Lacapelle La République en Marche!: Grupul Renew 1. Nathalie Loiseau 2. Pascal Canfin 3. Marie-Pierre Vedrenne (MoDem) 4. Jérémy Decerle (independent) 5. Catherine Chabaud (MoDem) 6. Stéphane Séjourné 7. Fabienne Keller (Agir) 8. Bernard Guetta (independent) 9. Irène Tolleret 10. Stéphane Bijoux (independent) 11. Sylvie Brunet (MoDem) 12. Gilles Boyer 13. Stéphanie Yon-Courtin 14. Pierre Karleskind 15. Laurence Despaux-Farreng (MoDem) 16. Dominique Riquet (MR) 17. Véronique Trillet-Lenoir 18. Pascal Durand 19. Valérie Hayer 20. Christophe Grudler (MoDem) 21. Chrysoula Zacharopoulou (independent) - Sandro Gozi (independent) - Ilana Cicurel | Ecologie Europa– Verzii: Grupul Greens-EFA 1. Yannick Jadot 2. Michèle Rivasi 3. Damien Carême 4. Marie Toussaint 5. David Cormand 6. Karima Delli 7. Mounir Satouri 8. Caroline Roose (Alianța Ecologică Independentă) 9. François Alfonsi (Régions et Peuples Solidaires-R & PS) (Regiuni și Popoare Solidare) 10. Salima Yenbou (Alianța Ecologică Independentă) 11. Benoît Biteau (independent) 12. Gwendoline Delbos-Corfield - Claude Gruffat Republicanii: Grupul PPE 1. François-Xavier Bellamy 2. Agnès Evren 3. Arnaud Danjean 4. Nadine Morano 5. Brice Hortefeux 6. Nathalie Colin-Oesterlé (Centriștii) 7. Geoffroy Didier 8. Anne Sander La France Insoumise (Franța Nesupusă): Grupul GUE-NGL (Stânga Unită Europeană-Stânga Verde Nordică) 1. Manon Aubry 2. Manuel Bompard 3. Leïla Chaibi 4. Younous Omarjee 5. Anne-Sophie Pelletier 6. Emmanuel Maurel (Stânga Republicană și Socialistă-GRS) Partidul Socialist-Piața Publică–New Deal: Grupul S & D 1. Raphaël Glucksmann (PP) 2. Sylvie Guillaume 3. Éric Andrieu 4. Aurore Lalucq (PP) 5. Pierre Larrouturou (ND) - Nora Mebarek |

## Germania
| Uniunea Creștin-Democrată (Germania) (CDU): Grupul PPE 1. Hildegard Bentele 2. Stefan Berger 3. Daniel Caspary 4. Lena Düpont 5. Jan Christian Ehler 6. Michael Gahler 7. Jens Gieseke 8. Niclas Herbst 9. Peter Jahr 10. Peter Liese 11. Norbert Lins 12. David McAllister 13. Markus Pieper 14. Dennis Radtke 15. Christine Schneider 16. Sven Schulze 17. Andreas Schwab 18. Ralf Seekatz 19. Sven Simon 20. Sabine Verheyen 21. Axel Voss 22. Marion Walsmann 23. Rainer Wieland Allianța '90 / Verzii: Grupul Greens-EFA 1. Ska Keller 2. Sven Giegold 3. Terry Reintke 4. Reinhard Bütikofer 5. Hannah Marie Neumann 6. Martin Häusling 7. Anna Cavazzini 8. Erik Marquardt 9. Katrin Langensiepen 10. Romeo Franz 11. Jutta Paulus 12. Sergey Lagodinsky 13. Henrike Hahn 14. Michael Bloss 15. Anna Deparnay-Grunenberg 16. Rasmus Andresen 17. Alexandra Geese 18. Niklas Nienaß 19. Viola von Cramon-Taubadel 20. Daniel Freund 21. Pierrette Herzberger-Fofana Partidul Social Democrat din Germania: Grupul S & D 1. Katarina Barley 2. Udo Bullmann 3. Maria Noichl 4. Jens Geier 5. Delara Burkhardt 6. Bernd Lange 7. Birgit Sippel 8. Dietmar Köster 9. Gabriele Bischoff 10. Ismail Ertug 11. Constanze Krehl 12. Tiemo Wölken 13. Petra Kammerevert 14. Norbert Neuser 15. Evelyne Gebhardt 16. Joachim Schuster | Alternativă pentru Germania: Grupul ID (Identitate și democrație) 1. Jörg Meuthen 2. Guido Reil 3. Maximilian Krah 4. Lars Patrick Berg 5. Bernhard Zimniok 6. Nicolaus Fest 7. Markus Buchheit 8. Christina Anderson 9. Sylvia Limmer 10. Gunnar Beck 11. Joachim Kuhs Uniunea Creștin-Socială din Bavaria: Grupul PPE 1. Manfred Weber 2. Angelika Niebler 3. Markus Ferber 4. Monika Hohlmeier 5. Christian Doleschal 6. Marlene Mortler Partidul Democrat Liberal: Grupul Renew 1. Nicola Beer 2. Svenja Hahn 3. Andreas Glück 4. Moritz Körner 5. Jan-Christoph Oetjen Die Linke (Stânga): Grupul GUE-NGL (Stânga Unită Europeană-Stânga Verde Nordică) 1. Martin Schirdewan 2. Özlem Demirel 3. Cornelia Ernst 4. Helmut Scholz 5. Martina Michels Die Partei (Partidul): Neînscriși 1. Martin Sonneborn 2. Nico Semsrott (Grupul Greens-EFA) Alegătorii Liberi: Grupul Renew 1. Ulrike Müller 2. Engin Eroglu Partidul Protecția Animalelor: Grupul GUE-NGL (Stânga Unită Europeană-Stânga Verde Nordică) 1. Martin Buschmann Partidul Democrat Ecologist: Grupul Greens-EFA 1. Klaus Buchner Partidul Familiei: Grupul ECR 1. Helmut Geuking Volt: Grupul Greens-EFA 1. Damian Boeselager Partidul Piraților din Germania: Grupul Greens-EFA 1. Patrick Breyer |

## Grecia
| Noua Democrație: Grupul PPE 1. Stelios Kympouropoulos 2. Vangelis Meimarakis 3. Maria Spyraki 4. Eliza Vozemberg 5. Manolis Kefalogiannis 6. Anna Asimakopoulou 7. Giorgos Kyrtsos 8. Theodoros Zagorakis Coaliția Stângii Radicale: Grupul GUE-NGL (Stânga Unită Europeană-Stânga Verde Nordică) 1. Dimitrios Papadimoulis 2. Elena Kountoura 3. Kostas Arvanitis 4. Stelios Kouloglou 5. Alexis Georgoulis 6. Petros S. Kokkalis | Mișcarea pentru Schimbare: Grupul S & D 1. Nikos Androulakis 2. Eva Kaili Partidul Comunist: Neînscriși 1. Konstantinos Papadakis 2. Lefteris Nikolaou-Alavanos Zori Aurii list: Neînscriși 1. Ioannis Lagos 2. Athanasios Konstantinou Soluția greacă: Grupul ECR 1. Kyriakos Velopoulos |

## Irlanda
| Fine Gael (Clanul Gaelilor/Celților): Grupul PPE 1. Frances Fitzgerald 2. Seán Kelly 3. Mairead McGuinness 4. Maria Walsh - Deirdre Clune Independenți pentru Schimbare: Grupul GUE-NGL (Stânga Unită Europeană-Stânga Verde Nordică) 1. Clare Daly 2. Mick Wallace Partidul Verzilor din Irlanda: Grupul Greens-EFA 1. Ciarán Cuffe 2. Grace O'Sullivan | Fianna Fáil (Ostașii Destinului): GrupulRenew 1. Billy Kelleher - Barry Andrews Sinn Féin (Noi-înșine): Grupul GUE-NGL (Stânga Unită Europeană-Stânga Verde Nordică) 1. Matt Carthy Ca independent: 1. Luke 'Ming' Flanagan Grupul GUE-NGL (Stânga Unită Europeană-Stânga Verde Nordică) |

## Italia
| Lega Nord (Lega) (Liga): Grupul ID (Identitate și democrație) 1. Simona Baldassarre 2. Alessandra Basso 3. Mara Bizzotto 4. Cinzia Bonfrisco 5. Paolo Borchia 6. Marco Campomenosi 7. Andrea Caroppo 8. Massimo Casanova 9. Susanna Ceccardi 10. Angelo Ciocca 11. Rosanna Conte 12. Gianantonio Da Re 13. Francesca Donato 14. Marco Dreosto 15. Gianna Gancia 16. Valentino Grant 17. Danilo Lancini 18. Elena Lizzi 19. Alessandro Panza 20. Luisa Regimenti 21. Antonio Maria Rinaldi 22. Silvia Sardone 23. Vincenzo Sofo 24. Annalisa Tardino 25. Isabela Tovaglieri 26. Lucia Vuolo 27. Stefania Zambelli 28. Marco Zanni - Matteo Adinolfi Partidul Democrat: Grupul S & D 1. Pietro Bartolo 2. Brando Benifei 3. Simona Bonafé 4. Carlo Calenda 5. Caterina Chinnici 6. Paolo De Castro 7. Andrea Cozzolino 8. Giuseppe Ferrandino 9. Elisabetta Gualmini 10. Roberto Gualtieri 11. Pierfrancesco Majorino 12. Alessandra Moretti 13. Pina Picierno 14. Giuliano Pisapia 15. Franco Roberti 16. David Sassoli 17. Massimiliano Smeriglio 18. Irene Tinagli 19. Patrizia Toia | Cinque Stelle (Cinci Stele): Grupul Europa Libertății și Democrației Directe 1. Isabella Adinolfi 2. Tiziana Beghin 3. Fabio Massimo Castaldo 4. Ignazio Corrao 5. Rosa D'Amato 6. Eleonora Evi 7. Laura Ferrara 8. Mario Furore 9. Chiara Maria Gemma 10. Dino Giarrusso 11. Piernicola Pedicini 12. Sabrina Pignedoli 13. Daniela Rondinelli 14. Marco Zullo Forza Italia (partid politic) (Hai Italia): Grupul PPE 1. Silvio Berlusconi 2. Salvatore De Meo 3. Giuseppe Milazzo 4. Aldo Patriciello 5. Massimiliano Salini 6. Antonio Tajani - Fulvio Martusciello Fratelli d'Italia (Frații Italiei): Grupul ECR 1. Carlo Fidanza 2. Pietro Fiocchi 3. Raffaele Fitto 4. Nicola Procaccini 5. Raffaele Stancanelli - Sergio Berlato Partidul Popular Sud-Tirolez: Grupul PPE 1. Herbert Dorfmann |

## Letonia
| Unitate: Grupul PPE 1. Sandra Kalniete 2. Arvils Ašeradens Partidul Social Democrat "Armonia": Grupul S & D 1. Nils Ušakovs 2. Andris Ameriks Alianța Națională: Grupul ECR 1. Roberts Zīle 2. Dace Melbārde | Kustība Par! (Mișcarea Pentru!): Grupul Renew 1. Ivars Ijabs Uniunea Letonă-Rusă: Grupul Greens-EFA 1. Tatjana Ždanoka |

## Lituania
| Uniunea Patriei - Creștin-Democrații Lituanieni: Grupul PPE 1. Andrius Kubilius 2. Liudas Mažylis 3. Rasa Juknevičienė Partidul Social Democrat din Lituania: Grupul S & D 1. Vilija Blinkevičiūtė 2. Juozas Olekas Uniunea Lituaniană a Țăranilor și Verzilor: Grupul Greens-EFA 1. Bronis Ropė 2. Stasys Jakeliūnas | Partidul Muncii din Lituania: Grupul Renew 1. Viktor Uspaskich Acțiunea Electorală a Polonezilor din Lituania: Grupul ECR 1. Valdemar Tomaševski Mișcarea Liberală: Grupul Renew 1. Petras Auštrevičius Ca independent: Grupul PPE 1. Aušra Maldeikienė |

## Luxemburg
| Partidul Democrat: Grupul Renew 1. Charles Goerens 2. Monica Semedo Partidul Popular Social Creștin: Grupul PPE 1. Christophe Hansen 2. Isabel Wiseler-Santos Lima | Verzii: Grupul Greens-EFA 1. Tilly Metz Partidul Muncitoresc Socialist din Luxemburg: Grupul S & D 1. Nicolas Schmit |

## Malta
| Partidul Muncii: Grupul S & D 1. Miriam Dalli 2. Alfred Sant 3. Alex Agius Saliba 4. Josianne Cutajar | Partidul Naționalist: Grupul PPE 1. Roberta Metsola 2. David Casa |

## Olanda
| Partidul Muncii: Grupul S & D 1. Frans Timmermans 2. Agnes Jongerius 3. Paul Tang 4. Kati Piri 5. Vera Tax 6. Mohammed Chahim Partidul Popular pentru Libertate și Democrație: Grupul Renew 1. Malik Azmani 2. Jan Huitema 3. Caroline Nagtegaal 4. Liesje Schreinemacher - Bart Groothuis Apelul Creștin Democrat: Grupul PPE 1. Esther de Lange 2. Jeroen Lenaers 3. Tom Berendsen 4. Annie Schreijer-Pierik Forumul pentru Democrație: Grupul ECR 1. Derk Jan Eppink 2. Rob Roos 3. Rob Rooken - Dorien Rookmaker | Stânga Verde: Grupul Greens-EFA 1. Bas Eickhout 2. Tineke Strik 3. Kim van Sparrentak Uniunea Creștină–Partidul Reformat Politic: 1. Peter van Dalen (Uniunea Creștină - CU]], Grupul PPE 2. Bert-Jan Ruissen (Partidul Reformat Politic - SGP]], Grupul ECR Democrați 66: Grupul Renew 1. Sophie in 't Veld 2. Samira Rafaela Partidul pentru Animale: Grupul GUE-NGL (Stânga Unită Europeană-Stânga Verde Nordică) 1. Anja Hazekamp 50Plus: Grupul PPE 1. Toine Manders Party for Freedom: Grupul ID (Identitate și democrație) - Marcel de Graaff |

## Polonia
| Lege și Dreptate: Grupul ECR 1. Adam Bielan 2. Joachim Brudziński 3. Ryszard Czarnecki 4. Anna Fotyga 5. Patryk Jaki (United Poland) 6. Krzysztof Jurgiel 7. Karol Karski 8. Beata Kempa 9. Izabela Kloc 10. Joanna Kopcińska 11. Zdzisław Krasnodębski (independent) 12. Elżbieta Kruk 13. Zbigniew Kuźmiuk 14. Ryszard Legutko 15. Beata Mazurek 16. Andżelika Możdżanowska 17. Tomasz Poręba 18. Elżbieta Rafalska 19. Bogdan Rzońca 20. Jacek Saryusz-Wolski 21. Beata Szydło 22. Grzegorz Tobiszowski 23. Witold Waszczykowski 24. Jadwiga Wiśniewska 25. Anna Zalewska 26. Kosma Złotowski - Dominik Tarczyński Primăvara (partid politic): Grupul S & D 1. Robert Biedroń 2. Łukasz Kohut 3. Sylwia Spurek | Coaliția Europeană: - Platforma Civică Grupul PPE 1. Magdalena Adamowicz 2. Bartosz Arłukowicz 3. Jerzy Buzek 4. Jarosław Duda 5. Tomasz Frankowski 6. Andrzej Halicki 7. Danuta Hübner 8. Ewa Kopacz 9. Janusz Lewandowski 10. Elżbieta Łukacijewska 11. Janina Ochojska (independent) 12. Jan Olbrycht 13. Radosław Sikorski 14. Róża Thun - Alianța Stânga Democrată Grupul S & D 1. Marek Balt 2. Marek Belka 3. Włodzimierz Cimoszewicz 4. Bogusław Liberadzki 5. Leszek Miller - Partidul Popular Polonez Grupul PPE 1. Krzysztof Hetman 2. Adam Jarubas 3. Jarosław Kalinowski |

## Portugalia
| Partidul Socialist: Grupul S & D 1. Pedro Marques 2. Maria Manuel Leitão Marques 3. Pedro Silva Pereira 4. Margarida Marques 5. André Bradford 6. Sara Cerdas 7. Carlos Zorrinho 8. Isabel Santos 9. Manuel Pizarro Partidul Social Democrat: Grupul PPE 1. Paulo Rangel 2. Lidia Pereira 3. José Manuel Fernandes 4. Maria da Graça Carvalho 5. Álvaro Amaro 6. Cláudia Aguiar | Blocul Stângii: Grupul GUE-NGL (Stânga Unită Europeană-Stânga Verde Nordică) 1. Marisa Matias 2. José Gusmão Coaliția Democrată Unitariană : Grupul GUE-NGL (Stânga Unită Europeană-Stânga Verde Nordică) 1. João Ferreira 2. Sandra Pereira CDS – Partidul Popular: Grupul PPE 1. Nuno Melo Oameni-Animale-Natură: Grupul Greens-EFA 1. Francisco Guerreiro |

| Partidul Brexit: 1. David Bull 2. Jonathan Bullock 3. Belinda De Camborne Lucy 4. Martin Daubney 5. Andrew England Kerr 6. Nigel Farage 7. Lance Forman 8. Claire Fox 9. Nathan Gill 10. James Glancy 11. Benyamin Habib 12. Lucy Harris 13. Michael Heaver 14. Christina Jordan 15. John Longworth 16. Rupert Lowe 17. Brian Monteith 18. June Mummery 19. Henrik Overgaard Nielsen 20. Matthew Patten 21. Alexandra Phillips 22. Jake Pugh 23. Annunziata Rees-Mogg 24. Robert Rowland 25. Louis Stedman-Bryce 26. John Tennant 27. Richard Tice 28. James Wells 29. Ann Widdecombe Liberal Democrați : Grupul Renew 1. Catherine Bearder 2. Phil Bennion 3. Jane Brophy 4. Judith Bunting 5. Chris Davies 6. Dinesh Dhamija 7. Barbara Gibson 8. Antony Hook 9. Martin Horwood 10. Shaffaq Mohammed 11. Bill Newton Dunn 12. Lucy Nethsingha 13. Luisa Porritt 14. Sheila Ritchie 15. Caroline Voaden 16. Irina von Wiese | Partidul Laburist: Grupul S & D 1. Richard Corbett 2. Seb Dance 3. Neena Gill 4. Theresa Griffin 5. John Howarth 6. Jackie Jones 7. Jude Kirton-Darling 8. Claude Moraes 9. Rory Palmer 10. Julie Ward Partidul Verzilor din Anglia și Țara Galilor: Grupul Greens-EFA 1. Scott Ainslie 2. Ellie Chowns 3. Gina Dowding 4. Magid Magid 5. Alex Phillips 6. Catherine Rowett 7. Molly Scott Cato Partidul Conservator: Grupul ECR 1. Daniel Hannan 2. Anthea McIntyre 3. Nosheena Mobarik 4. Geoffrey Van Orden Partidul Național Scoțian: Grupul Greens-EFA 1. Christian Allard 2. Aileen McLeod 3. Alyn Smith Plaid Cymru (Partidul Țării Galilor): Grupul Greens-EFA 1. Jill Evans Northern Ireland Sinn Féin (Noi-înșine): Grupul GUE-NGL (Stânga Unită Europeană-Stânga Verde Nordică) 1. Martina Anderson Partidul Democratic Unionist: Neînscriși 1. Diane Dodds Partidul Alianța Nordului: Grupul Renew 1. Naomi Long |

| Partidul Național Liberal: Grupul PPE 1. Rareș Bogdan 2. Mircea Hava 3. Siegfried Mureșan 4. Vasile Blaga 5. Adina Vălean 6. Daniel Buda 7. Dan Motreanu 8. Gheorghe Falcă 9. Cristian Bușoi 10. Marian-Jean Marinescu Partidul Social Democrat: Grupul S & D 1. Rovana Plumb 2. Carmen Avram 3. Claudiu Manda 4. Cristian Terheș 5. Dan Nica 6. Maria Grapini 7. Tudor Ciuhodaru 8. Dragoș Benea - Victor Negrescu | Partidul Libertate, Unitate și Solidaritate (PLUS)+Uniunea Salvați România (USR): Grupul Renew 1. Dacian Cioloș (PLUS) 2. Cristian Ghinea (USR) 3. Dragoș Pîslaru (PLUS) 4. Clotilde Armand (USR) 5. Dragoș Tudorache (PLUS) 6. Nicolae Ștefănuță (USR) 7. Vlad Botoș (USR) 8. Ramona Strugariu (PLUS) PRO România: Grupul S & D 1. Corina Crețu 2. Mihai Tudose Uniunea Democrată a Maghiarilor din România (UDMR): Grupul PPE 1. Iuliu Winkler 2. Lóránt Vincze Partidul Mișcarea Populară : Grupul PPE 1. Traian Băsescu 2. Eugen Tomac |

| Slovacia Progresistă–ÎMPREUNĂ - Democrație Civică: Grupul Renew–Grupul PPE 1. Michal Šimečka (PS) 2. Vladimír Bilčík (SPOLU) 3. Michal Wiezik (SPOLU) 4. Martin Hojsík (PS) Direcția -Social-Democrație: Grupul S & D 1. Monika Beňová 2. Miroslav Čiž 3. Róbert Hajšel Kotleba – Partidul Popular Slovacia Noastră: Neînscriși 1. Milan Uhrík 2. Miroslav Radačovský | Libertate și solidaritate: Grupul ECR 1. Lucia Ďuriš Nicholsonová 2. Eugen Jurzyca Mișcarea Creștin Democrată': Grupul PPE 1. Ivan Štefanec - Miriam Lexmann Oameni Obișnuiți: Grupul PPE 1. Peter Pollák |

| Partidul Democrat Sloven-Partidul Popular Sloven: Grupul PPE 1. Milan Zver 2. Romana Tomc 3. Franc Bogovič Social Democrați: Grupul S & D 1. Tanja Fajon 2. Milan Brglez | Lista lui Marjan Šarec: Grupul Renew 1. Irena Joveva 2. Klemen Grošelj Partidul Popular Creștin -Noua Slovenie: Grupul PPE 1. Ljudmila Novak |

| Partidul Socialist Muncitoresc Spaniol: Grupul S & D 1. Josep Borrell 2. Iratxe García 3. Lina Gálvez 4. Javi López Fernández 5. Inmaculada Rodríguez-Piñero 6. Iban García del Blanco 7. Eider Gardiazabal 8. Nicolás González Casares 9. Cristina Maestre 10. César Luena 11. Clara Aguilera García 12. Ignacio Sánchez Amor 13. Mónica Silvana González 14. Juan Fernando López Aguilar 15. Adriana Maldonado López 16. Jonás Fernández 17. Alicia Homs Ginel 18. Javier Moreno Sánchez 19. Isabel García Muñoz 20. Domènec Ruiz Devesa - Estrella Durá Ferrandis Partidul Popular: Grupul PPE 1. Dolors Montserrat 2. Esteban González Pons 3. Antonio López-Istúriz White 4. Juan Ignacio Zoido 5. Pilar del Castillo 6. Javier Zarzalejos 7. José Manuel García-Margallo 8. Francisco José Millán Mon 9. Rosa Estaràs 10. Isabel Benjumea 11. Pablo Arias Echeverría 12. Leopoldo López Gil - Gabriel Mato Adrover | Ciudadanos (Cetățeni): Grupul Renew 1. Luis Garicano 2. Maite Pagazaurtundúa (UPyD) 3. Soraya Rodríguez 4. Javier Nart 5. José Ramón Bauzà 6. Jordi Cañas Pérez 7. Susana Solís Pérez - Adrián Vázquez Lázara Unidas Podemos (Unite Putem): Grupul GUE-NGL (Stânga Unită Europeană-Stânga Verde Nordică) 1. María Eugenia Rodríguez Palop 2. Sira Rego 3. Ernest Urtasun (Inițiativa pentru Verzii Catalonia - ICV]]: Grupul Greens-EFA 4. Idoia Villanueva 5. Miguel Urbán 6. Manu Pineda Vox: Grupul ECR 1. Jorge Buxadé 2. Mazaly Aguilar 3. Hermann Tertsch - Margarita de la Pisa Carrión Ahora Repúblicas (Acum Republici): Grupul Greens-EFA 1. Oriol Junqueras 2. Pernando Barrena (Sortu):Grupul GUE-NGL (Stânga Unită Europeană-Stânga Verde Nordică) 3. Diana Riba Împreună pentru Catalonia - Împreună pentru Europa: 1. Carles Puigdemont 2. Antoni Comín - Clara Ponsatí i Obiols Coaliția pentru o Europă Solidară: Grupul Renew 1. Izaskun Bilbao Barandica (Partidul Naționalist Basc - PNV) |

| Partidul Social Democrat Suedez: Grupul S & D 1. Heléne Fritzon 2. Johan Danielsson 3. Jytte Guteland 4. Erik Bergkvist 5. Evin Incir Partidul Moderat: Grupul PPE 1. Tomas Tobé 2. Jessica Polfjärd 3. Jörgen Warborn 4. Arba Kokalari Democrații Suedezi: Grupul ECR 1. Peter Lundgren 2. Jessica Stegrud 3. Charlie Weimers | Partidul Verzilor: Grupul Greens-EFA 1. Alice Bah Kuhnke 2. Pär Holmgren - Jakop Dalunde Partidul de Centru: Grupul Renew 1. Fredrick Federley 2. Abir Al-Sahlani Creștin democrați: Grupul PPE 1. Sara Skyttedal 2. David Lega Partidul de Stânga]: Grupul GUE-NGL (Stânga Unită Europeană-Stânga Verde Nordică) 1. Malin Björk Liberalii: GrupulRenew 1. Karin Karlsbro |

| Fidesz–Partidul Popular Creștin Democrat: Grupul PPE 1. László Trócsányi 2. József Szájer 3. Lívia Járóka 4. Tamás Deutsch 5. András Gyürk 6. Kinga Gál 7. György Hölvényi (KDNP) 8. Enikő Győri 9. Ádám Kósa 10. Andrea Bocskor 11. Andor Deli 12. Balázs Hidvéghi 13. Edina Tóth | Coaliția Democrată: Grupul S & D 1. Klára Dobrev 2. Csaba Molnár 3. Sándor Rónai 4. Attila Ara-Kovács Mișcarea Momentum: Grupul Renew 1. Katalin Cseh 2. Anna Júlia Donáth Partidul Socialist Maghiar–Dialog pentru Ungaria: Grupul S & D 1. István Ujhelyi Jobbik: 1. Márton Gyöngyösi |

1. ↑  Heinz-Christian Strache was originally elected with preference votes but opted not to take his seat, Petra Steger who was next on the list, also declined.
2. ↑  Werner Kogler was originally elected but opted not to take his seat.
3. 1 2 3 4 5 6 7 8 9 10 11 12 13 14 15 16 17 18 19 20 21 22 23 24 25 26  These MEPs-elect will not take their seats until after the United Kingdom formally withdraws from the EU.
4. ↑  Patsy Vatlet was originally elected but she opt not to take her seat.
5. ↑  Paul Magnette was originally elected but he opted not to take his seat.
6. ↑  Mariya Gabriel was originally elected but opted to stay as European Commissioner.
7. ↑  Mustafa Karadayi was originally elected but opted not to take his seat.
8. ↑  Delyan Peevski was originally elected but opted not to take his seat.
9. ↑  Karsten Hønge was originally elected but opted not to take his seat.
10. ↑  https://twitter.com/GreensEP/status/1135911169036709892
11. ↑  Semina Digeni was originally elected but opted not to take her seat.
12. ↑  Matteo Salvini opted not to take his seats, Campomenosi is his replacement in North-West
13. ↑  Matteo Salvini opted not to take his seats, Conte is his replacement in North-East
14. ↑  Matteo Salvini opted not to take his seats, Donato is his replacement in Insulare
15. ↑  Matteo Salvini opted not to take his seats, Sofo is his replacement in South
16. ↑  Matteo Salvini opted not to take his seats, Adinolfi will be his replacement in Centre
17. ↑  Bartolo was elected in two constituencies, replacements in Centre is Roberto Gualtieri.
18. ↑  Pietro Bartolo opted not to take his Centre seat, Gualtieri is his replacement.
19. ↑  Berlusconi was elected in three constituencies, he chose North-West.
20. ↑  Berlusconi's replacement in Insulare
21. ↑  Berlusconi was elected in North-West, Martusciello will be his replacement in South.
22. ↑  Giorgia Meloni opted not to take her seats, Fiocchi is her replacement in North-West
23. ↑  Giorgia Meloni opted not to take her seats, Fitto is her replacement in South-West
24. ↑  Giorgia Meloni opted not to take her seats, Procaccini is her replacement in Centre
25. ↑  Giorgia Meloni opted not to take her seats, Stancanelli is her replacement in Insulare
26. ↑  Giorgia Meloni opted not to take her seats, Berlato will be her replacement in North-East
27. ↑  Valdis Dombrovskis decided to stay in the European Commission and did not take his seat.
28. ↑  Originally Šarūnas Marčiulionis was elected but opted not to take the seat.
29. ↑  Thierry Baudet was originally elected on preferential votes but did not take his seat.
30. ↑  Victor Ponta was originally elected but did not take the seat.
31. ↑  Bertalan Tóth was elected but did not take his seat.